# Мануйленко, Григорий Иванович
Григорий Иванович Мануйленко (1912 — 08.04.1945) — разведчик 84-го гвардейского стрелкового полка 33-й гвардейской стрелковой дивизии, гвардии ефрейтор.

## Биография
Родился в 1912 году в селе Малые Копани. Украинец. Окончил 4 класса. Работал в колхозе. После срочной службы в Красной Армии вернулся домой.
С началом Великой Отечественной войны был вновь призван армию из запаса. Служил разведчиком в составе 10-й отдельной роты воздушного наблюдения, оповещения и связи частей ПВО Черноморского флота. Участвовал в боях за Крым, в документах значится пропавшим без вести в декабре 1941 года во время эвакуации из Керчи. Остался на оккупированной территории, вернулся домой.
11 ноября 1943 года был вновь мобилизован в армию Голопристанским райвоенкоматом. С того же времени на фронте. К августу 1944 года воевал в составе 84-го гвардейского стрелкового полка 33-й гвардейской стрелковой дивизии. Отличился в боях за освобождение Прибалтики и в Восточной Пруссии.
9 августа 1944 года в боях северо-западнее населенного пункта Кельме гвардии красноармеец Мануйленко скрытно пробрался в расположение врага и огнём из автомата поразил несколько солдат, захватил пулемёт, а также разведал огневые точки противника. Был представлен к награждению орденом Славы.
16 августа 1944 года в бою у населенного пункта Кельме Мануйленко с группой разведчиков выявил боевой порядок противника, гранатой подорвал БТР. Был вновь представлен к награждению орденом Славы.
Приказом от 17 августа 1944 года гвардии красноармеец Мануйленко Григорий Иванович награждён орденом Славы 3-й степени.
Приказом от 30 октября 1944 года гвардии красноармеец Мануйленко Григорий Иванович награждён орденом Славы 2-й степени.
25 февраля 1945 года в бою у населенного пункта Куменен при отражении контратаки гвардии ефрейтор Мануйленко истребил свыше 10 противников. Был вновь представлен к награждению орденом Славы.
О высокой награде разведчик не узнал. 8 апреля 1945 года гвардии младший сержант Мануйленко погиб в бою. Похоронен в братской могиле в поселке им. А. Космодемьянского в составе города Калининграда, на перекрестке улиц Челюскинская — Карташева.
Указом Президиума Верховного Совета СССР от 19 апреля 1945 года за мужество, отвагу и героизм, , гвардии ефрейтор Мануйленко Григорий Иванович награждён орденом Славы 1-й степени. Стал полным кавалером ордена Славы.